# Polyacrylonitrile
Pour les articles homonymes, voir PAN.
Le polyacrylonitrile (PAN) est un polymère très cohésif. Il fait partie de la famille des acryliques (comme le PMMA).
L’acrylonitrile (AN) est polymérisé par voie radicalaire. Le PAN a pour structure moléculaire :
```
     H H
     | |
... -C-C- ...
     | |
     H CN
```

Ce polymère semi-cristallin se dégrade thermiquement dès 200 °C.
Pratiquement tous les polymères contenant de l’acrylonitrile sont des copolymères. L’acrylonitrile est utilisé comme comonomère minoritaire pour fabriquer le SAN, l’ABS et le NBR.

## Fabrication
Le polyacrylonitrile est fabriqué par polymérisation du styrène et de l'acrylonitrile en présence du polybutadiène.

## Utilisations
Le PAN sert à la fabrication de fibres textiles (l’« acrylique ») (ex. : Dralon, Dolan, Orlon, Crylor) ; la copolymérisation avec un comonomère en faible proportion permet d’améliorer le confort.
Les fibres de PAN sont utilisées comme précurseur de la fibre de carbone de haute qualité pour réaliser notamment des matériaux composites.

## Commerce
En 2014, la France est nette importatrice de polyacrylonitrile, d'après les douanes françaises. Le prix moyen à la tonne à l'import était de 5 800 €.
Le 31 janvier 2020, le prix moyen à la tonne à l'import était de 9 925 €.